# Wenge

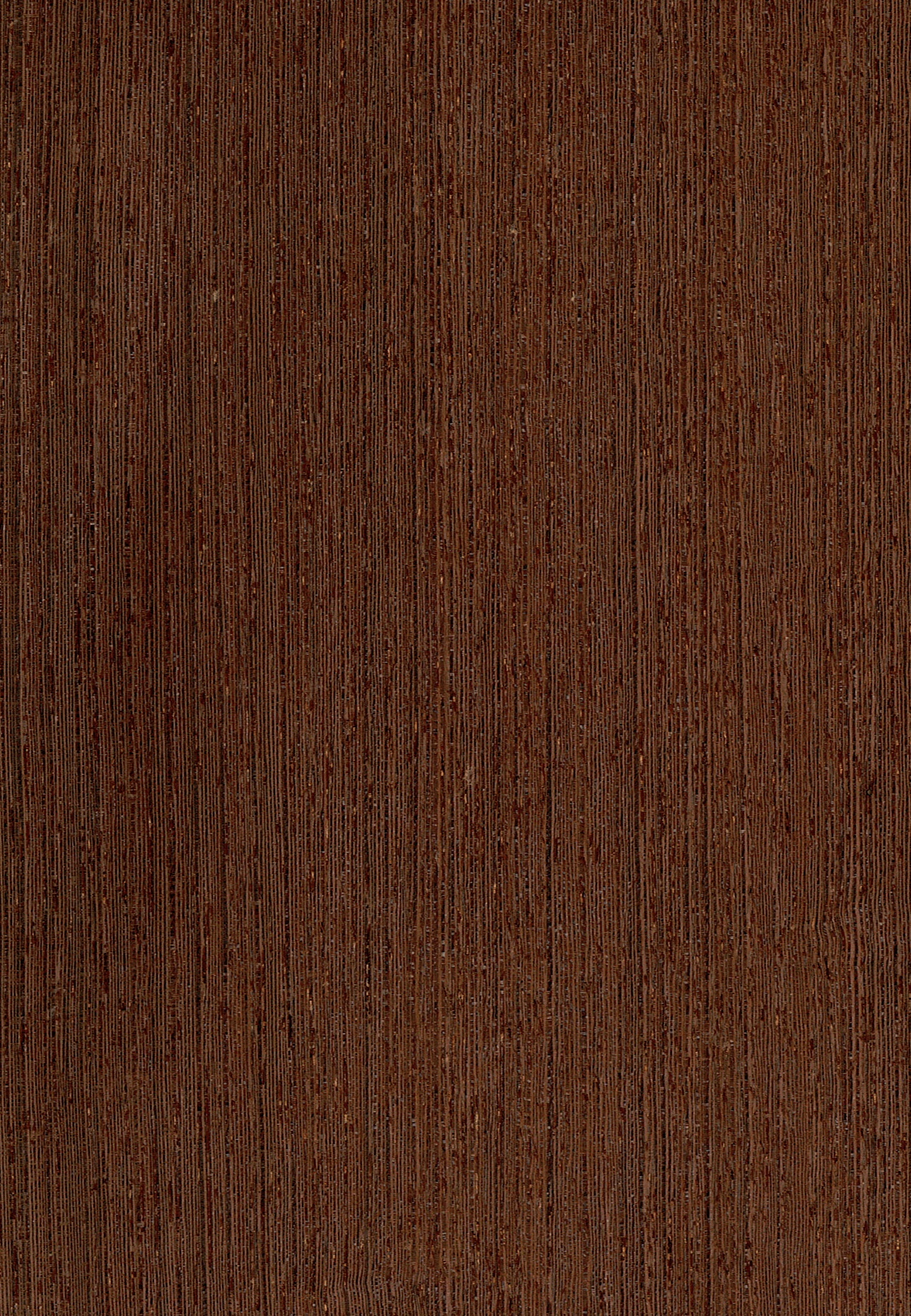
wenge - powierzchnia spiłowana radialnie (wzdłuż promieni)

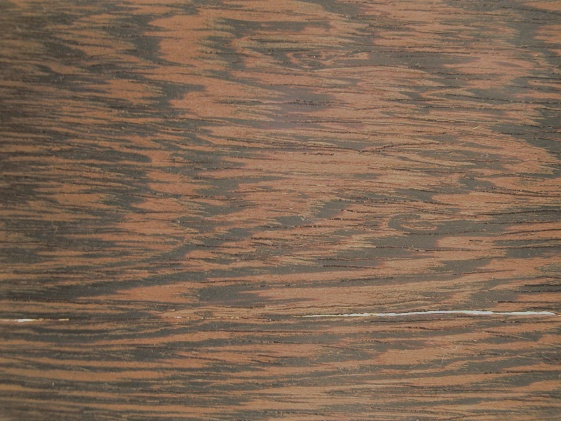
wenge - powierzchnia styczna

Wenge (czyt. /ˈwɛŋ.ɡeɪ/) – drewno tropikalne o bardzo ciemnym kolorze, charakterystycznej budowie oraz mocnym deseniu przypominającym upierzenie kuropatwy. Drewno wenge jest ciężkie i twarde, nadaje się do konstrukcji podłóg i schodów. Ze względu na jego oryginalny wygląd często wchodziło lub wypadało z mody. Od nazwy tego drewna wywodzi się również nazwa koloru - wenge.

## Sposób wykorzystania
Wielu wytwórców instrumentów muzycznych wykorzystuje wenge w swoich produktach. Alembic, Inc. (producent wysokiej klasy gitar basowych i przedwzmacniaczy) wielokrotnie wykorzystywał ten rodzaj drewna do instrumentów na zamówienie. 
Charakteryzuje się dużą gęstością i twardością, co przekłada się na bogate, ciepłe brzmienie z wyraźnie zaznaczonymi niskimi tonami oraz doskonałą projekcją. Jego trwałość i odporność na zmiany warunków atmosferycznych dodatkowo zwiększają atrakcyjność tego materiału wśród producentów i muzyków poszukujących instrumentów o niezawodnym i stabilnym działaniu przez lata. Ibanez oraz Cort stosują wenge do gryfów niektórych gitar basowych. Warwick wykorzystuje je do podstrunnic.
Drewno wenge jest powszechnie używane w dekoratorstwie ze względu na swoją wymiarową stabilność i kontrast kolorów, jaki pojawia się przy zmieszaniu z jaśniejszym drzewem, np. klonem. Sprawia to, że wenge jest szczególnie pożądane w produkcji wysokiej jakości parkietów.
Czasami stosuje się wenge do wytwarzania łuków, zwłaszcza jako laminatu w produkcji łuków płaskich. Może być również używane do wyrobu szyn i pałeczek w cymbałach.

## Zagrożenia dla zdrowia
Pył powstały podczas cięcia albo szlifowania wenge może wywoływać wysypkę podobną do powodowanej oparzeniami sokiem sumaka jadowitego, jak również podrażnia oczy. Pył ten może również powodować problemy z oddychaniem, jak i senność. Drzazgi wenge są septyczne, podobnie do drzazg pochodzących z drzew rodziny wawrzynowatych (drewno Chlorocardium rodiei).

## Pochodzenie drewna
Drewno wenge pochodzi z liściastego drzewa Millettia laurentii, które może osiągać 20m wysokości i średnicę 1m. Występuje naturalnie w Republice Konga, Demokratycznej Republice Konga, Kamerunie, Gabonie oraz w Gwinei Równikowej. Gatunek ten figuruje na liście gatunków zagrożonych wyginięciem w Czerwonej księdze gatunków zagrożonych publikowanej przez Międzynarodową Unię Ochrony Przyrody i Jej Zasobów (IUCN), głównie ze względu na zniszczenie jego siedliska oraz nadmierną eksploatację drewna. Inne nazwy czasami stosowane wymiennie z wenge to palisander afrykański (nazwa stosowana częściej do drewna z drzew z rodzaju Dalbergia), palisander kongijski, faux ebony (pseudoheban), dikela, mibotu, bokonge oraz awong.